# Martimo-oja (vattendrag i Lappland)
Martimo-oja är ett vattendrag i Finland.   Det ligger i landskapet Lappland, i den norra delen av landet, 600 km norr om huvudstaden Helsingfors.